# Chaperiopsis protecta
Chaperiopsis protecta är en mossdjursart som först beskrevs av Campbell Easter Waters 1904.  Chaperiopsis protecta ingår i släktet Chaperiopsis och familjen Chaperiidae. Inga underarter finns listade i Catalogue of Life.